# Varga László (tanár)
Varga László (Miskolc, 1953. december 8. – 2015. december 18.) történelem szakos középiskolai tanár, szakszervezeti vezető a Szakszervezetek Együttműködési Fóruma (SZEF) konföderáció, illetve korábban a Pedagógusok Szakszervezete (PSZ) elnöke.

## Élete

### Tanulmányai
Középiskolai érettségit (1972-ben szerzett, autó-motorszerelő szakiskolát végzett. A Miskolci Egyetem műszaki szakoktató szakára járt 1979-től 1982-ig. A Kossuth Lajos Tudományegyetemen történelem szakon tanult 1983 és 1987 között. A Budapesti Műszaki Egyetem közoktatás-vezetői szakát 2000 és 2002 között végezte el.

### Pályafutása pedagógusként
Az ÉPFU vállalatnál autószerelőként dolgozott 1977 és 1979 között, majd a 101. sz. Szemere Bertalan Szakmunkásképző Intézet szakoktatója (1979) lett. Később közoktatási és ifjúságpolitikai előadó lett a KISZ Borsod megyei bizottságában, majd az MSZMP miskolci városi bizottságánál (1980 és 1989 között).
1989-től a miskolci Szemere Bertalan Középiskola tanára, kollégiumvezető-helyettese lett.

### Szakszervezeti pályafutása
A Pedagógusok Szakszervezetének 1975-től tagja, több szakszervezeti funkciót betöltött: volt intézményi SZB-titkár, megyei elnök, a PSZ Országos Vezetőségének és Ügyvivő Testületének tagja.
1998-tól országos titkárrá választották, 2003-tól 2007-ig a PSZ elnöke volt.
A SZEF ügyvivője lett 1998-ban, alelnöke 2003-tól 2007-ig.
A Szakszervezetek Együttműködési Fóruma IV. Kongresszusán (2007. június 8.) választották a SZEF elnökévé. Ebben a tisztségében 2011-ben újraválasztották.

### Családja
Nős, két fia van.